# Bâgé-Dommartin
Bâgé-Dommartin község Franciaország Auvergne-Rhône-Alpes régiójában, Ain megyében. Új községként 2018. január 1-jén jött létre Bâgé-la-Ville és Dommartin egyesítésével. A két korábbi település delegált község státusszal az új község része lett. Lakosainak száma 4057 fő (2022. január 1.).

## Népesség
| Lakosok száma | 4063 | 4092 | 4078 | 4065 | 4068 | 4065 | 4057 |
|               | 2015 | 2017 | 2018 | 2019 | 2020 | 2021 | 2022 |